# Blue Mounds, Wisconsin
Blue Mounds là một làng thuộc quận Dane, tiểu bang Wisconsin, Hoa Kỳ. Năm 2006, dân số của làng này là 708 người.